# Pseudochorthippus
Genre
Pseudochorthippus est un genre d'insectes orthoptères de la famille des Acrididae.

## Description
Ce sont des criquets très semblables à ceux du genre Chorthippus, s'en distinguant par le raccourcissement des organes du vol.

## Répartition
Ce genre est représenté dans une grande partie de l'hémisphère Nord (holarctique) par quatre espèces.

## Liste des espèces
Selon Orthoptera Species File (24 septembre 2023) :
- Pseudochorthippus curtipennis (Harris, 1835)
- Pseudochorthippus montanus (Charpentier, 1825)
- Pseudochorthippus parallelus (Zetterstedt, 1821)
- Pseudochorthippus tatrae (Harz, 1971)

## Systématique
Le nom valide complet (avec auteur) de ce taxon est Pseudochorthippus Defaut, 2012. Ce genre a été séparé du genre Chorthippus et nommé en 2012 par l'entomologiste français Bernard Defaut (d) (1943-) sur la base d'une analyse phylogénétique. L'espèce type est Pseudochorthippus parallelus, avec laquelle sont regroupées dans un genre distinct Pseudochorthippus montanus et Pseudochorthippus curtipennis.
Sur le plan morphologique, un seul caractère diagnostique sépare Pseudochorthippus de Chorthippus, bien que ces deux genres appartiennent à deux sous-tribus différentes (les Stenobothrina pour Pseudochorthippus et les Gomphocerina pour Chorthippus) : le raccourcissement des organes du vol.

## Étymologie
Le nom générique, Pseudochorthippus, composé du grec ancien ψευδής, pseudếs, « faux », et du genre Chorthippus, fait référence à la proximité de ces deux genres.

## Publication originale
- Bernard Defaut, « Implications taxonomiques et nomenclaturales de publications récentes en phylogénie moléculaire : 1. Les Gomphocerinae de France (Orthoptera, Acrididae) », Matériaux Orthoptériques et Entomocénotiques, vol. 17,‎ 2012, p. 15-20 (lire en ligne  [PDF])